# П'єр Племельден
П'єр Племельден (фр. Pierre Pleimelding, нар. 19 вересня 1952, Лаксу — пом. 1 травня 2013, Кольмар) — французький футболіст, що грав на позиції нападника. По завершенні ігрової кар'єри — футбольний тренер.
Виступав, зокрема, за клуб «Лілль», а також національну збірну Франції.

## Клубна кар'єра
Народився 19 вересня 1952 року в місті Лаксу. Вихованець футбольної школи клубу «Кольмар». У дорослому футболі дебютував 1967 року виступами за команду клубу «Нансі». Згодом з 1970 по 1977 рік грав у складі команд клубів «Труа», «Кольмар» та «Монако».
Своєю грою за останню команду привернув увагу представників тренерського штабу «Лілля», до складу якого приєднався 1977 року. Відіграв за команду з Лілля наступні чотири сезони своєї ігрової кар'єри. Більшість часу, проведеного у складі «Лілля», був основним гравцем атакувальної ланки команди. У складі «Лілля» був одним з головних бомбардирів команди, маючи середню результативність на рівні 0,48 голу за гру першості.
Протягом 1981—1985 років захищав кольори швейцарського «Серветта», а також французьких «Канна» та «Мюлуза».
Завершив професійну ігрову кар'єру в клубі «Епіналь», за команду якого виступав протягом 1985—1986 років.

## Виступи за збірну
1978 року провів один матч у складі національної збірної Франції.

## Кар'єра тренера
Завершивши грати за «Епіналь» 1986 року, залишився в цьому клубі, на наступні дев'ять років очоливши його тренерський штаб .
1994 року прийняв пропозицію очолити національну збірну Кот-д'Івуару. Готував івуарійців до Кубка африканських націй 1996 року. На самому турнірі, який проходив у ПАР, очолювана Племельденом команда виступила невдало, не подолавши груповий етап, і французький спеціаліст повернувся на батьківщину, де до 2003 року тренував аматорський клуб «Агено».
Помер 1 травня 2013 року на 61-му році життя у місті Кольмарі.